# Roland Zajmi
Roland Zajmi (Tirana, 6 novembre 1973) è un ex calciatore albanese, di ruolo attaccante.

## Carriera

### Nazionale
Vanta 4 presenze ed un goal con la maglia della nazionale albanese, nella quale vi ha giocato dal 1995 fino al 2000.

## Statistiche

### Presenze e reti nei club
Statistiche aggiornate al 2 maggio 2009.
| Stagione           | Squadra            | Campionato         | Campionato | Campionato | Coppe nazionali | Coppe nazionali | Coppe nazionali | Coppe continentali | Coppe continentali | Coppe continentali | Altre coppe | Altre coppe | Altre coppe | Totale | Totale |
| Stagione           | Squadra            | Comp               | Pres       | Reti       | Comp            | Pres            | Reti            | Comp               | Pres               | Reti               | Comp        | Pres        | Reti        | Pres   | Reti   |
| ------------------ | ------------------ | ------------------ | ---------- | ---------- | --------------- | --------------- | --------------- | ------------------ | ------------------ | ------------------ | ----------- | ----------- | ----------- | ------ | ------ |
| 1992-1993          | Dinamo Tirana      | KP                 | ?          | ?          | CA              | 0               | 0               | -                  | -                  | -                  | -           | -           | -           | 0+     | 0+     |
| 1993-1994          | Dinamo Tirana      | KP                 | ?          | ?          | CA              | 0               | 0               | -                  | -                  | -                  | -           | -           | -           | 0+     | 0+     |
| 1994-1995          | Dinamo Tirana      | KP                 | ?          | ?          | CA              | 0               | 0               | -                  | -                  | -                  | -           | -           | -           | 0+     | 0+     |
| 1995-gen. 1996     | Olimpik Tirana     | KP                 | ?          | ?          | CA              | 0               | 0               | -                  | -                  | -                  | -           | -           | -           | 0+     | 0+     |
| gen.-giu. 1996     | Partizani Tirana   | KP                 | ?          | ?          | CA              | 0               | 0               | -                  | -                  | -                  | -           | -           | -           | 0+     | 0+     |
| 1996-1997          | Proodeftikī        | BE                 | 27         | 8          | CG              | 0               | 0               | -                  | -                  | -                  | -           | -           | -           | 27     | 8      |
| 1997-1998          | Proodeftikī        | AE                 | 27         | 11         | CG              | 1               | 0               | -                  | -                  | -                  | -           | -           | -           | 28     | 11     |
| 1998-1999          | Proodeftikī        | AE                 | 20         | 3          | CG              | 0               | 0               | -                  | -                  | -                  | -           | -           | -           | 20     | 3      |
| 1999-gen. 2000     | Proodeftikī        | AE                 | 13         | 0          | CG              | 2               | 0               | -                  | -                  | -                  | -           | -           | -           | 15     | 0      |
| gen.-giu. 2000     | Atromītos          | GE                 | 6          | 0          | CG              | 0               | 0               | -                  | -                  | -                  | -           | -           | -           | 6      | 0      |
| 2000-2001          | Proodeftikī        | BE                 | 21         | 3          | CG              | 3               | 0               | -                  | -                  | -                  | -           | -           | -           | 24     | 3      |
| 2001-2002          | Kassandra          | GE                 | 28         | 5          | CG              | 5               | 1               | -                  | -                  | -                  | -           | -           | -           | 33     | 6      |
| 2002-2003          | Proodeftikī        | AE                 | 27         | 4          | CG              | 1               | 0               | -                  | -                  | -                  | -           | -           | -           | 28     | 4      |
| 2003-2004          | Proodeftikī        | AE                 | 25         | 4          | CG              | 6               | 2               | -                  | -                  | -                  | -           | -           | -           | 31     | 6      |
| 2004-gen. 2005     | Apollōn Limassol   | AK                 | 4          | 1          | CC              | 0               | 0               | -                  | -                  | -                  | -           | -           | -           | 4      | 1      |
| gen.-giu. 2005     | Proodeftikī        | BE                 | 16         | 3          | CG              | 0               | 0               | -                  | -                  | -                  | -           | -           | -           | 16     | 3      |
| 2005-2006          | Proodeftikī        | BE                 | 4          | 0          | CG              | 0               | 0               | -                  | -                  | -                  | -           | -           | -           | 4      | 0      |
| 2006-2007          | Proodeftikī        | BE                 | 26         | 2          | CG              | 1               | 0               | -                  | -                  | -                  | -           | -           | -           | 27     | 2      |
| Totale Proodeftikī | Totale Proodeftikī | Totale Proodeftikī | 206        | 38         |                 | 14              | 2               |                    | -                  | -                  |             | -           | -           | 220    | 40     |
| 2007-2008          | Agios Dimitrios    | BE                 | 33         | 5          | CG              | 1               | 0               | -                  | -                  | -                  | -           | -           | -           | 34     | 5      |
| 2008-2009          | Pierikos           | BE                 | 10         | 0          | CG              | 1               | 0               | -                  | -                  | -                  | -           | -           | -           | 11     | 0      |
| Totale carriera    | Totale carriera    | Totale carriera    | 287        | 49         |                 | 21              | 3               |                    | -                  | -                  |             | -           | -           | 308    | 52     |